# 110 (numero)
Centodieci (110) è il numero naturale dopo il 109 e prima del 111.

## Proprietà matematiche
- È un numero pari.
- È un numero composto con 8 divisori: 1, 2, 5, 10, 11, 22, 55, 110. Poiché la somma dei suoi divisori (escluso il numero stesso) è 106 < 110, è un numero difettivo.
- È un numero sfenico.
- È un numero colombiano nel sistema numerico decimale.
- È un numero oblungo, ovvero della forma n(n+1).
- È un numero di Harshad nel sistema numerico decimale.
- È parte delle terne pitagoriche (66, 88, 110), (96, 110, 146), (110, 264, 286), (110, 600, 610), (110, 3024, 3026).
- È un numero intero privo di quadrati.
- È un numero congruente.

## Astronomia
- 110P/Hartley è una cometa periodica del sistema solare.
- 110 Lydia è un asteroide della fascia principale del sistema solare.
- NGC 110 è un ammasso aperto della costellazione di Cassiopea.

## Astronautica
- Cosmos 110 è un satellite artificiale russo.

## Chimica
- È il numero atomico del Darmstadtio (Ds).

## Convenzioni

### Informatica
- La IANA raccomanda l'utilizzo di questo numero di porta nel protocollo POP3.

### Telefonia
- è il numero di telefono per le chiamate d'emergenza in Germania e nel Giappone.

### Università
- Nelle università italiane, 110 è il voto massimo ottenibile alla laurea (ad eccezione di 110 e lode, assegnato solo in casi di eccellenza).

### Longevità
- a centodieci anni si diventa supercentenari